# Ruby on Rails
Ruby on Rails er et open source web framework, skabt af danskeren David Heinemeier Hansson.
Frameworket anvendes til udvikling af database- og dynamiske web-applikationer baseret på Ruby-programmeringssproget.